# アスタラーダ
アスタラーダ（カタルーニャ語: Estelada, 東カタルーニャ語: [əstəˈɫaðə], 西カタルーニャ語: [esteˈlaða]）は、カタルーニャ州のスペインからの独立またはカタルーニャ語圏の独立の支持を表明する際に、カタルーニャ分離主義者によって振られる非公式旗。
カタルーニャ語でestalは「星」を意味し、Esteladaは「星付き旗」を意味する。複数形はアスタラーダス(Estelades)、正式名はサニェーラ・アスタラーダ(Senyera estelada)、スペイン語発音はエステラーダ。カタルーニャ・ナショナリズムにおける体制抗議の象徴として使用され、1970年代末のスペインの民主化以後に存在感を増している。

## デザインと意味

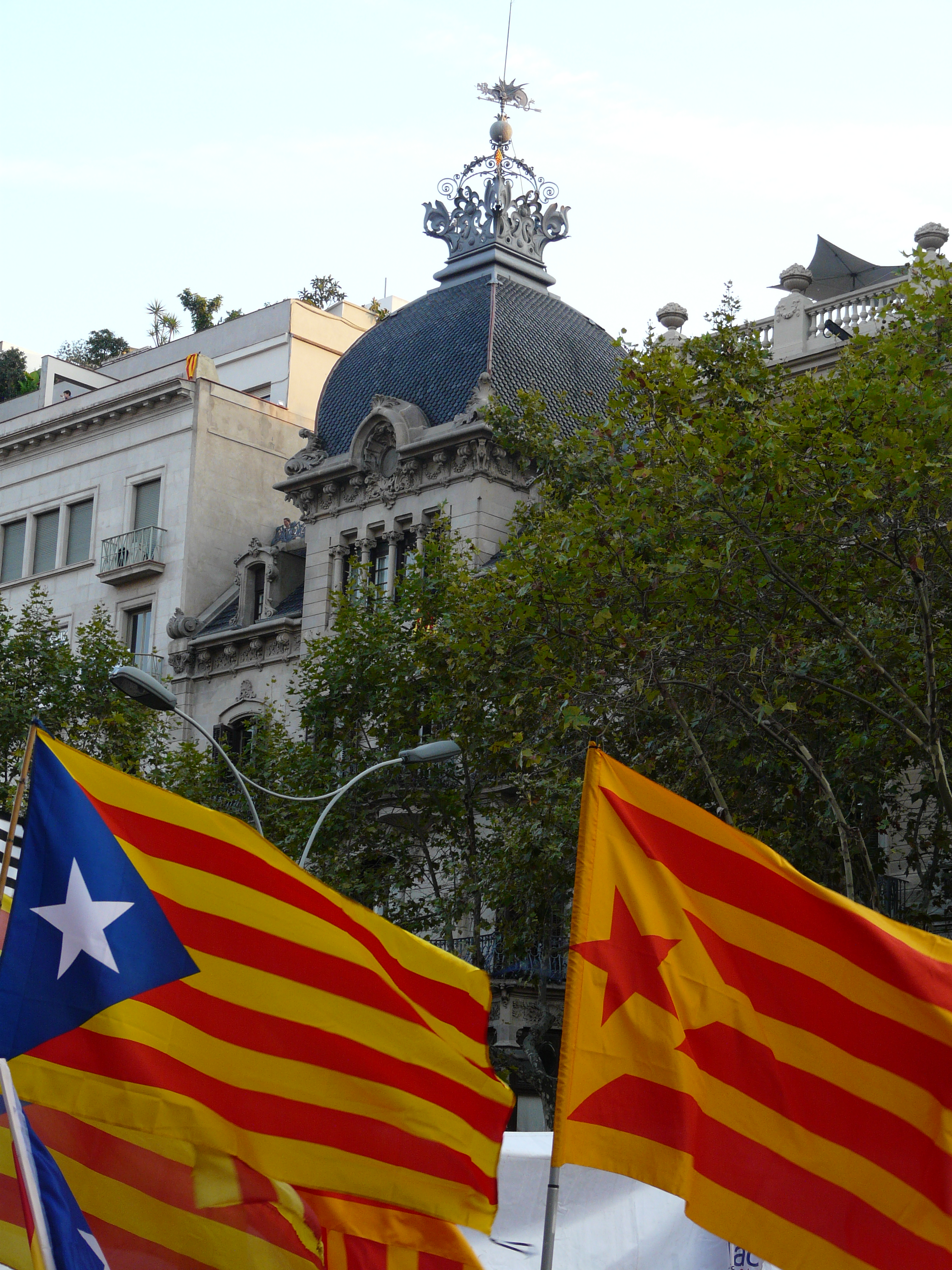
2012年カタルーニャ独立デモ時のアスタラーダ

アスタラーダのデザインは、黄色地に4本の赤線を横に引いた伝統的なサニェーラを基にしている。カタルーニャ州旗であるサニェーラ同様の赤色と黄色の横線に加え、左端には青色の三角形を描き、その中に白色の五芒星を描いている。かつてスペイン領だったキューバは米西戦争後の1898年に、プエルトリコは同じく1902年に独立を達成しており、アスタラーダはこれらの国の国旗に着想を得ている。
後には、三角形を青色ではなく黄色とし、五芒星を白色ではなく赤色としたデザインも登場したが、一般的には青三角と白星を用いたものがアスタラーダと呼ばれる。いずれにしても、アスタラーダに描かれる一つ星は独立運動を象徴している。アスタラーダはあくまでも暫定的な象徴であり、もし「カタルーニャ共和国」がスペインからの独立を達成した暁には、サニェーラが国旗になるとされる。

## 歴史

### 前史
カタルーニャ主義者は19世紀末期のキューバ独立運動にも注目しており、1906年にキューバ独立戦争が終わると、サンティアゴ・デ・クーバにカタルーニャ主義者センターが設立された。この頃にはすでに初期のアスタラーダが既に存在しており、サニェーラの中に五芒を持つ白星がデザインされていた。
カタルーニャ地方で明確な民族主義的意図を持って一つ星が示されたのは1904年以前のことであり、カタルーニャ主義者連合によってピ・ダ・ラス・トレス・ブランケス（幹が3本に分岐したカタルーニャの象徴的なマツ）を記念した切手にデザインされた。後の1906年には、カタルーニャ人亡命者によってサンティアゴ・デ・クーバで発行された『Fora Grillons!』誌（鎖を破れ!）の題字に一つ星が登場した。
第一次世界大戦終結後の1920年代にはウッドロー・ウィルソンアメリカ大統領の支援を受けて、ヨーロッパには国民国家建国の波が訪れた。国際連盟は多くの国家に独立の機会を与え、1918年にはチェコスロバキア、フィンランド、エストニア、ラトビア、リトアニア、アルメニアが独立を達成した。一方でウクライナ、ベラルーシ、グルジアは独立を宣言したが、すぐにソビエト連邦に併合された。カタルーニャではカタルーニャ代表委員会(Comitè Pro-Catalunya)が独立に向けてもっとも活発に活動した。このような状況で独立の象徴として旗が必要となり、当然のように旗には一つ星が描かれた。

### 考案後
青色のアスタラーダが初めて使用されたのは、1918年のカタルーニャ国民の日（ディアーダ）に向けたパンフレットであるとされる。ビセンク・アルベルト・バリャステル・イ・カンプスがデザインしたのではないかとされている。アスタラーダが登場する最初の写真は1918年に公表され、その写真では若いアメリカ人たちとカタルーニャ分離主義者のグループが双方の旗を手にしていた。
ミゲル・プリモ・デ・リベラによるクーデターが起こる前、1920年代に過激な分離主義者が発行していた『La Tralla』誌（鞭打ち）の最終号にはアスタラーダが使用された。また、カタルーニャ代表委員会によってカタルーニャ語とアラビア語で書かれた出版物には、スペインに対して反乱を起こしたモロッコ人指導者への挨拶や激励のためにアスタラーダが使用された。キューバにおいては、1920年に『La Nova Catalunya』誌（新カタルーニャ）の題字として初めてアスタラーダが登場し、カタルーニャ分離主義者による他の出版物にも取り入れられた。
1926年のプラッツ・ダ・ムリョーへの侵攻（結局失敗）の際、後にカタルーニャ政府首相となるフランセスク・マシアーはアスタラーダを振った。カタルーニャ人志願兵が投獄され、パリに移送されて裁判にかけられる間にも、この旗が登場した。カタルーニャ分離主義者の制憲議会によって、1928年にはキューバでカタルーニャ共和国の暫定憲法が書かれて承認された。暫定憲法の第3条にはカタルーニャ共和国の公式旗として、黄色地に4本の赤線、青色の三角形の中に白色の五芒星を入れたデザインが考案された。

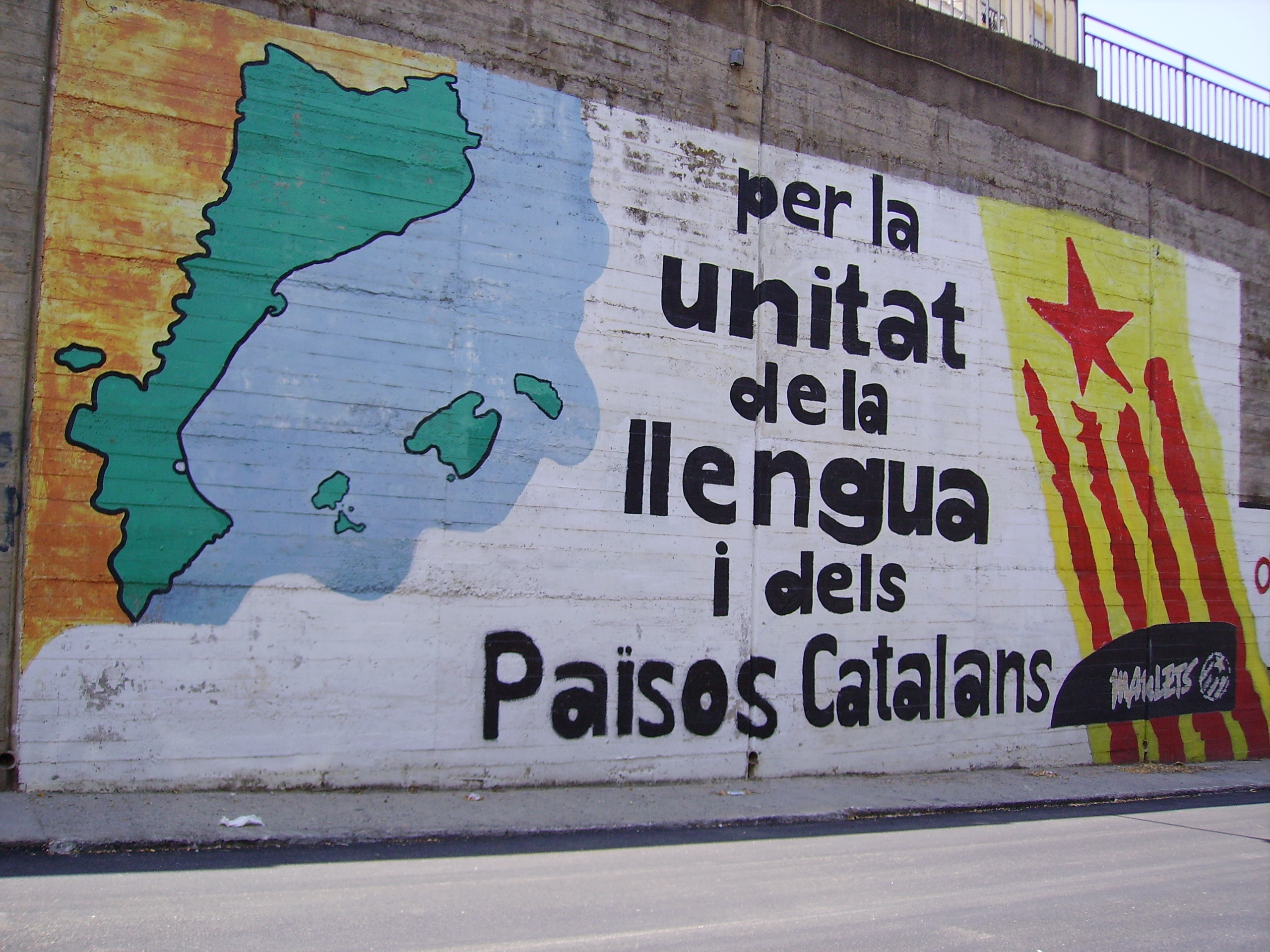
アルジャントーナにある落書き

1931年から1936年のスペイン第二共和政下でもアスタラーダは頻繁に登場した。しばしば資金不足のために3色ではなく2色の旗が使用されたが、青色の三角形に白星を持つ伝統的なアスタラーダは維持された。1930年代以降のカタルーニャ独立主義者の葬式では、アスタラーダの青い三角形部分以外を黒布で覆う伝統が始まった。

### フランコ体制下
フランコ独裁時代を通じて、カタルーニャ国民前線(FNC)はこの旗を使用した。1960年代、カタルーニャ国民戦線の青年支部には「カタルーニャ国の民族解放のための社会主義者党」(PSAN)と呼ばれる派閥があった。PSANは社会主義・マルクス主義的思想を明確にするために、1969年にアスタラーダの白星を赤星に変更することを決定し、PSANの会合で新デザインのアスタラーダが登場した。「マルクス主義統一運動」と「左派民族解放ブロック」(BEAN)が解散する際に 2つのデザインが統合された。当時は赤星や黄色い三角形が社会主義や共産主義分離主義の象徴だった。
1970年代中頃にはPSANがさらに分裂し、新たに設立された「マルクス主義統一運動」(Moviment d’Unificació Marxista)は白い三角形の中に赤星を入れた新デザインを使用し始めた。一方でPSANは黄色い三角形の中に赤星を入れたデザインを保った。1968年以降には、黄色地に赤星のアスタラーダが左翼・自由主義者・共和主義者と関連付けられるようになった。

### 民主化後
1970年代末以降に民主化が達成された後も、アスタラーダはカタルーニャの自由の象徴として残った。1989年にヨーロッパの共産主義が崩壊した後、Estelada groga（黄色のアスタラーダ）に描かれた赤星は、本来持っていた「左翼」の意味を徐々に失っていった。今日においては伝統的なカタルーニャ色である黄・赤・青を用いたオリジナルのアスタラーダが用いられることが多い。2010年代にカタルーニャ独立運動が高まりを見せると、アスタラーダは旗や画像としてあらゆる場所に登場するようになっている。

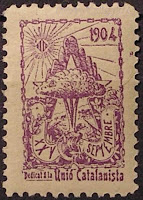
1904年にカタルーニャ連合が発行した記念切手
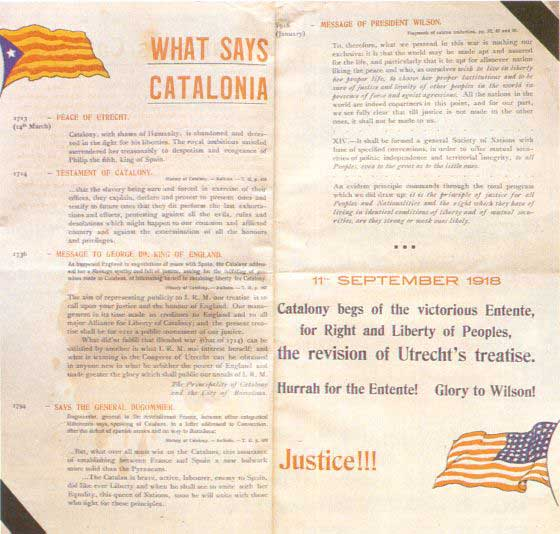
アスタラーダがデザインされて間もない1918年のリーフレット
赤星のアスタラーダ（1972年）
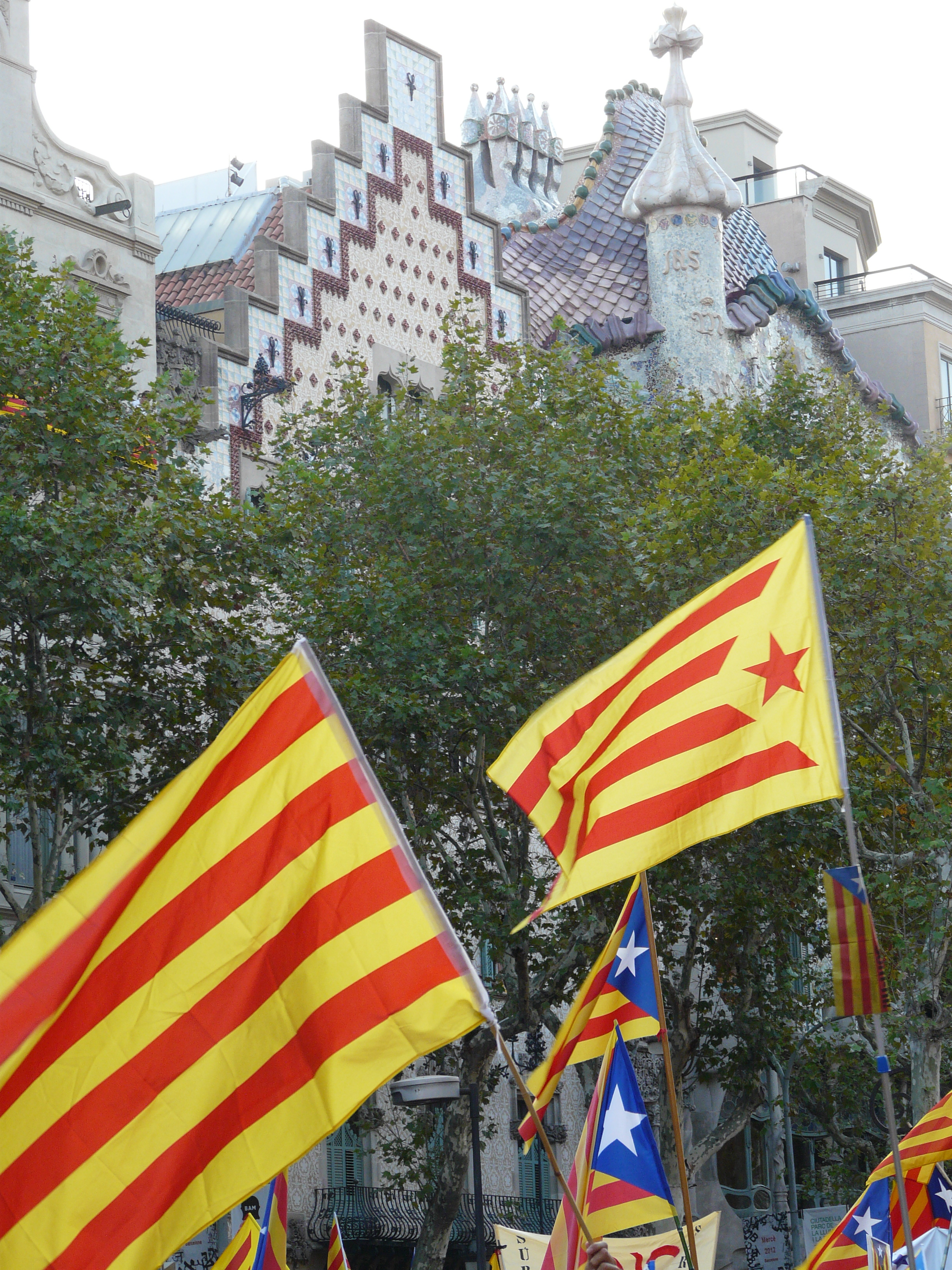
伝統的にカタルーニャ国旗として用いられているサニェーラ
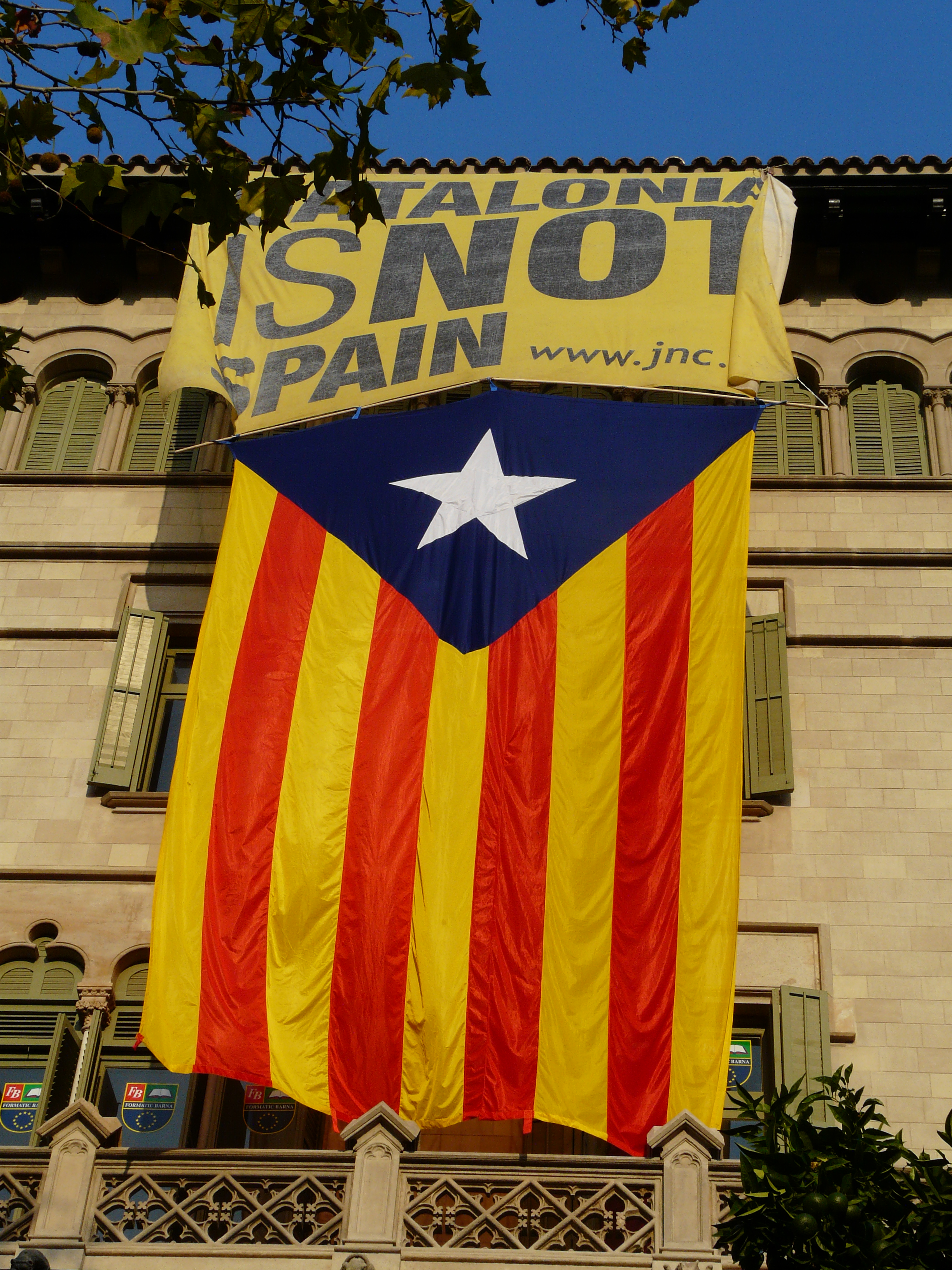
カタルーニャ分離主義者が使用するアスタラーダ

## その他のアスタラーダ

### バレンシア地方
バレンシア地方の民族主義者はエストレラーダ（バレンシア語 : Estrelada）を用いることがある。この旗はバレンシア地方の主都であるバレンシア市の旗をベースとしており、アスタラーダ同様に左端に白色または赤色の五芒星を描いたものである。白色の五芒星のバージョンは20世紀初頭からバレンシア主義者によって使用されている。バレンシア地方はカタルーニャ地方に含まれないとするバレンシア分離主義者のことをブラベリスタと呼ぶことがある。

バレンシア地方のエストレラーダ
バレンシア地方のエストレラーダ

### その他の地域
アンダルシア地方、アラゴン地方、ガリシア地方などでも、カタルーニャ地方のアスタラーダ同様に地方旗に赤星を描いたエステラーデス/エストレラーデスが作成され、スペインからの分離主義運動に使用されている。

アラゴン地方
ガリシア地方
アストゥリアス地方
カナリア諸島
アンダルシア地方

## 文献
- Joan Crexell i Playà, L'origen de la bandera independentista, Edicions El Llamp, 1984.